# Atlantos ház
A temesvári atlantos ház műemlék épület Romániában, Temes megyében. A romániai műemlékek jegyzékében a TM-II-m-B-06131 sorszámon szerepel.